# Artifodina
Artifodina is een geslacht van vlinders uit de familie mineermotten (Gracillariidae).

## Soorten
- Artifodina himalaica Kumata, 1985
- Artifodina japonica Kumata, 1985
- Artifodina kurokoi Kumata, 1995
- Artifodina siamensis Kumata, 1995
- Artifodina strigulata Kumata, 1985